# Chabuata sygcleta
Chabuata sygcleta är en fjärilsart som beskrevs av Dyar 1918. Chabuata sygcleta ingår i släktet Chabuata och familjen nattflyn. Inga underarter finns listade i Catalogue of Life.